# Léon Archimbaud
Pour les articles homonymes, voir Archimbaud.
Léon Archimbaud, né le 23 septembre 1880 à Poyols (Drôme) et mort le 24 juin 1944 dans la même ville, est un homme politique français.

## Biographie
Fils de Daniel-Léon Archimbaud, Léon Daniel Josué est étudiant en théologie protestante et bénéficie de l'article 23 de la loi du 15 juillet 1889 sur le recrutement militaire. Il ne fait qu'un an de service, mais par la suite renonce à se faire consacrer et à exercer le ministère du culte, se mettant ainsi en position irrégulière vis-à-vis de l'article 23.
Proclamé élu dans l'arrondissement de Die lors de l'élection partielle du 15 septembre 1907, le 4e bureau de la Chambre constate que, n'ayant pas accompli la totalité de ses obligations militaires, il est inéligible en vertu de la loi du 20 juillet 1895. Il se trouve ainsi dans une situation presque analogue à celle de Léon Mirman en 1893.
En conséquence, cette élection est annulée.
Journaliste, Archimbaud dirige La République du Peuple. Il est mobilisé pendant la Première Guerre mondiale, obtient la croix de guerre et la médaille militaire. Franc-maçon, il est membre de la loge parisienne « Les Etudiants » en 1913. À la fin de la guerre, il devient rédacteur en chef du Rappel et de La Revue du Pacifique (1922-1937). Il est élu, en tête de la liste du congrès républicain départemental, député de la Drôme aux élections générales du 16 novembre 1919 et s'inscrit au groupe radical et radical-socialiste.
Membre actif de la commission de l'Algérie et des colonies, de la commission des finances et de la commission des spéculations de guerre, il propose la constitution d'une commission d'enquête chargée de rechercher et de poursuivre les fournisseurs et les spéculateurs qui pendant et depuis la guerre se sont enrichis aux dépens de la nation (1920) et rapporte le projet de loi accordant une indemnité à la compagnie de la Ngoko-Sangha (1923).
Réélu aux élections générales du 11 mai 1924 sur la liste du bloc des gauches, puis au premier tour de scrutin dans la circonscription de Die en 1928, 1932 et 1936, il est pendant quatorze ans (1921-1934) le rapporteur spécial de la commission des finances pour les colonies.
Il rapporte ainsi la loi autorisant un emprunt de 300 millions pour l'achèvement du chemin de fer de Brazzaville à l'océan et le projet de loi relatif à l'exposition coloniale de Paris (1927). Il fut également élu vice-président de la Commission du suffrage universel.
Camille Chautemps lui confie le portefeuille de sous-secrétaire d'État aux Colonies dans son cabinet du 23 février 1930, cabinet qui est renversé le jour même de sa présentation devant la Chambre, le 25 février.
Il est par la suite rapporteur du budget de la Guerre pour les exercices 1935 et 1936 et du budget des Affaires étrangères pour les exercices 1937 à 1940.
Il prend en outre une part active aux discussions relatives à la situation politique et économique dans les colonies (1933 et 1935) et à la réforme électorale (1936).
En 1937, il invite le gouvernement à étudier la création d'une banque du travail et en 1938 rapporte la loi autorisant le ministre des Affaires étrangères à allouer pendant quinze ans une subvention à la mission laïque française.
Son dernier mandat se termine le 31 mai 1942.
Le 20 juin 1944, ayant appris, alors qu'il est en traitement à l'hôpital de Die, l'investissement du Diois par les troupes allemandes, il tente de rejoindre son domicile : il est heurté par un véhicule. Il meurt dans son domicile le 24 juin 1944, un peu avant la libération de son département.
La municipalité de Poyols fait élever un buste à sa mémoire.

## Carrière
- Député radical de la Drôme en 1907, puis de 1919 à 1942[4].

- Sous-secrétaire d'État aux Colonies du 23 février au 25 février 1930 dans le gouvernement Camille Chautemps[4].

- Le 10 juillet 1940, il vote en faveur du projet de loi constitutionnel accordant les pleins pouvoirs au maréchal Philippe Pétain.

## Mémoire
- Le sculpteur Gaston Dintrat a réalisé le buste de Léon Archimbaud[5].
- Deux écoles publiques à Valence portent son nom : l'école maternelle et l'école élémentaire Léon Archimbaud.

## Sources
- « Léon Archimbaud », dans le Dictionnaire des parlementaires français (1889-1940), sous la direction de Jean Jolly, PUF, 1960 [détail de l’édition]